# 栃木城
栃木城（とちぎじょう）は、栃木県栃木市城内町（下野国都賀郡栃木）にあった日本の城（平山城）。皆川広照が築城し、栃木町を繁栄させる基盤となった。栃木市指定史跡。

## 概要
皆川氏の居城を山城である皆川城から平城に移す計画自体は天正年間の初めから始まっていて、寺社を皆川からこの付近に移転させていたことからもそれが見られる。しかし、3万5千石の小大名である皆川氏にとっては、新しい城を造ることが簡単ではなかった。そんな中、天正18年（1590年）の小田原征伐に際して皆川城は落城または開城し、広照は翌天正19年（1591年）、皆川広照によりこの城が築かれるにいたった。
城は1年ほどで完成し、広照は城下町の構築を始めた。当時の栃木は荒れ地であったが、広照の政策によって繁栄を見せ、江戸時代に日光例幣使街道の宿場・栃木宿として巴波川の舟運で栄えることとなった。
慶長14年（1609年）、将軍徳川家康による広照の改易と、城取り壊し政策により廃城となる。築城からわずか19年間という短い歴史であった。その後、栃木町は支配者の変遷を繰り返したのち足利藩領になり、その陣屋は宝永元年（1704年）栃木城内に設けられた。それから寛政元年（1789年）に北遷し、現在の薗部山満福寺南側から栃木簡易裁判所にかけての場所に移された。
城跡の一部は1972年（昭和47年）8月28日に市指定史跡となり、翌年からの整備事業で児童公園の栃木城址公園に生まれ変わっている。城の名残としては、L字型の堀と小高い築山が残っている。